# Gemeentelijk Vervoer Utrecht
Gemeentelijk vervoerbedrijf Utrecht (in sigla GVU) è stata un'azienda olandese di trasporto pubblico che gestiva la rete autobus di Utrecht e dell'omonima provincia.
L'azienda è stata acquistata nel 2007 da Connexxion, mentre nel 2013 è stata rimpiazzata da Qbuzz.

## Esercizio
GVU gestisce 41 autolinee urbane, suburbane ed interurbane.

## Parco aziendale
La flotta, che ammonta quasi a 200 vetture, è costituita prevalentemente da autobus Van Hool e Volvo.